# 青岛薹草
青岛薹草（学名：Carex qingdaoensis）是莎草科薹草属的植物，为中国的特有植物。分布在中国大陆的山东省等地。